# The Losers

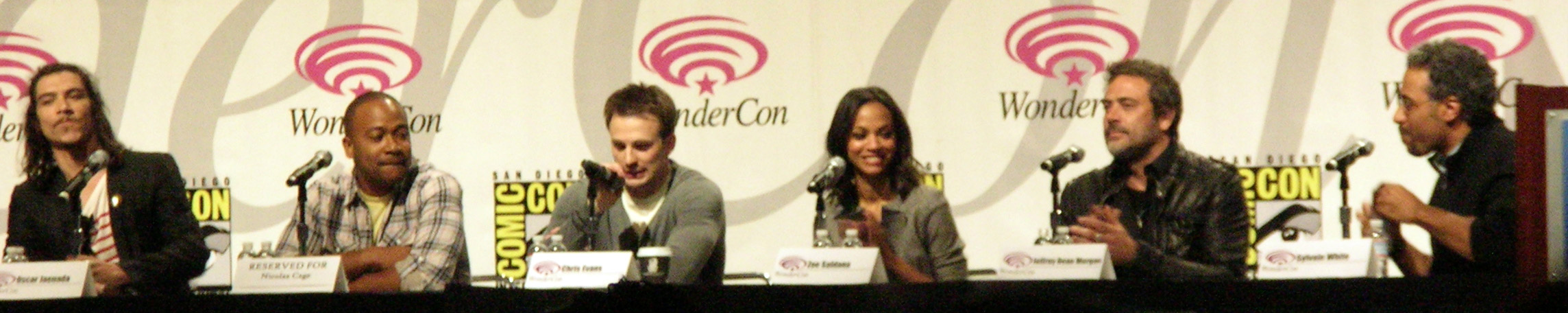
Cast van The Losers op WonderCon 2010

The Losers is een Amerikaanse actiefilm uit 2010, gebaseerd op de gelijknamige Vertigo stripboekserie door Andy Diggle en Mark Simpson (Jock). 
De regie was in handen van Sylvain White.
De film kreeg gemengde tot negatieve kritieken, vooral door de vergelijking met The A-Team, die kort na de première van deze film uitkwam.

## Verhaal
The Losers is een elite black ops team van de United States Special Forces, geleid door kolonel Clay (Jeffrey Dean Morgan), bestaande uit Roque (Idris Elba), Jensen (Chris Evans), Pooch (Columbus Short) en Cougar (Óscar Jaenada).
Voor een missie wordt het team naar Bolivia gezonden, waar ze geacht worden het pand van een drugsbaron op te blazen. Tijdens het bepalen van het doelgebied voor een luchtaanval ontdekken ze dat er zich gevangen kinderen in het gebouw bevinden, waarop ze de aanval proberen af te blazen. Hun meerdere, met als codenaam "Max" (Jason Patric), negeert hun verzoek echter volledig.
Ze beseffen dat er geen andere optie is dan het gebouw binnengaan, om alsnog te proberen om de kinderen te redden en tegelijkertijd de drugsbaron te doden. Als er een helikopter arriveert om hen op te halen, geeft Max het bevel om deze op te blazen, ervan overtuigd dat het team te veel weet. Hij is er echter niet van op de hoogte dat the Losers hebben besloten om eerst de kinderen te redden. Ze kunnen alleen van de grond toekijken hoe de helikopter door een projectiel verwoest wordt en zo 25 onschuldigen doodt. Wetend dat de aanval bedoeld was om hen te doden, veinzen ze hun eigen dood door hun identiteitsplaatje tussen de resten van de helikopter te gooien. Gestrand in Bolivia, zijn ze vastbesloten om wraak te nemen op de mysterieuze Max.
Vier maanden later wordt Clay benaderd door Aisha (Zoe Saldana), een mysterieuze vrouw die hem een kans aanbiedt om Max te doden, omdat ze zelf ook wraak op hem wil nemen. Clay neemt het aanbod aan, en Aisha zorgt ervoor dat ze de Amerikaanse grens overkomen door hen te verstoppen in doodskisten. Eenmaal over de grens gaan ze verder met het voorbereiden van een aanval op een konvooi, waar Max zich vermoedelijk in bevindt. Uiteindelijk blijkt dat ze door Aisha bedrogen zijn, en houden ze aan de actie alleen een harde schijf met geheimen van Max over.
Niet in staat om toegang tot de bestanden te krijgen, besluit Jensen als bezorger/computer technicus te infiltreren in het bedrijf dat de schijf gemaakt heeft. Zo steelt hij een algoritme die ervoor zorgt dat hij de code kan kraken, waaruit blijkt dat deze informatie bevat voor een overdracht van $400 miljoen op de naam van Max. Deze heeft hij ontvangen voor de verkoop van "Snukes"- eco-vriendelijke doch nucleaire bommen die alles binnen hun radius laten veranderen in stof. Ze traceren de eindbestemming van het geld in Los Angeles, waaruit The Losers afleiden dat dit de thuisbasis van Max moet zijn, en bedenken een nieuw plan om hem om te brengen.
Tijdens het bestuderen van de harde schijf, komt Jensen erachter dat hun missie in Bolivia een dekmantel was, zodat Max het geld van de drugsbaron kon stelen. Aisha blijkt de dochter van deze beruchte drugsbaron te zijn, en hoopt op deze manier terug te krijgen wat Max van haar gestolen heeft. Dan confronteren The Losers Aisha met de recent gewonnen informatie, waarop zij Jensen met een kogel raakt en ontsnapt. Overtuigd dat zij hun nieuwe missie zal verraden, besluiten ze haast te maken met hun aanval op Max' thuisbasis. Uiteindelijk blijken ze te zijn verraden door Roque, en wordt de rest van het team gevangengenomen door Max zijn handlanger en hoofd beveiliging, Wade (Holt McCallany).
Als The Losers zijn opgesteld om geëxecuteerd te worden, keert Aisha terug en legt Max' team in een hinderlaag. In het daaropvolgende gevecht bevestigt Clay dat hij degene was die Aisha's vader heeft gedood. Roque probeert Max' vliegtuig te stelen, tevens beladen met het geld, en onderneemt zo een poging om te ontsnappen. Als deze zich aan het begin van de startbaan bevindt, pakt Wade een motorfiets en gaat achter hem aan om het geld terug te krijgen. Dan schiet Cougar op een van de motoren, waardoor Wade ten val komt en in de straalmotor wordt gezogen. Tegelijkertijd wordt de motorfiets in de cockpit geslingerd, die vervolgens ontploft en zodoende Roque doodt.
Jensen, Cougar en Aisha helpen Pooch, die door een van Max' beveiligers in beide benen is geschoten, terwijl Clay de achtervolging inzet op Max tot in een kraan. Hier vertelt Max dat hij een Snuke heeft geactiveerd die heel Los Angeles zal verwoesten, en dat Clay zal moeten kiezen tussen het deactiveren van de bom of het doden van Max. Clay kiest voor het eerste en Max ontsnapt, maar stelt dat hij nu weet hoe Max eruitziet en dat hij hem snel zal vinden. Enige tijd later zorgen The Losers ervoor dat Pooch op een ongebruikelijke manier het ziekenhuis binnenkomt, waardoor hij bij de bevalling van zijn zoontje kan zijn, en wonen ze met zijn allen de voetbalwedstrijd van Jensens 8 jaar oude nichtje bij.

## Rolverdeling
- Jeffrey Dean Morgan - Kolonel Franklin Clay
- Zoe Saldana - Aisha al-Fadhil
- Chris Evans - Jake Jensen
- Idris Elba - William Roque
- Columbus Short - Linwood "Pooch" Porteous
- Óscar Jaenada - Carlos "Cougar" Alvarez
- Jason Patric - Max
- Holt McCallany - Wade Travis
- Peter Macdissi - Vikram

## Filmmuziek
- Kevin W. Buchholz en Jessie Shapiro - Champion of the Blind
- Ram Jam - Black Betty
- Skunk Anansie - Tear the Place Up
- The Heavy - Big Bad Wolf
- Papi Brandao & Sus Ejecutivos - Bilongo
- The Kills - U.R.A. Fever
- Street Sweeper Social Club - Clap for the Killers
- Amel Larrieux - Sweet Misery
- Journey - Don't Stop Believin'
- Street Sweeper Social Club - The Oath
- Orchestra Lunatica - Through Tears of Joy

## Prijzen en nominaties
In totaal werd de film tussen 2010 en 2011 genomineerd voor 6 prijzen, waarvan hij er 1 won.
- 2010: BET Award voor beste acteur: Idris Elba
- 2010: Nominatie Teen Choice Award voor beste actrice in Action Adventure Film: Zoë Saldaña
- 2010: Nominatie Teen Choice Awards voor beste Action Adventure Film
- 2011: Nominatie BET Award voor beste actrice: Zoë Saldaña
- 2011: Nominatie NAACP Image Award voor beste actrice: Zoë Saldaña
- 2011: Nominatie Golden Reel Awards beste geluidseffecten en muziek in een film: Shie Rozow